# ブルー・ボネット

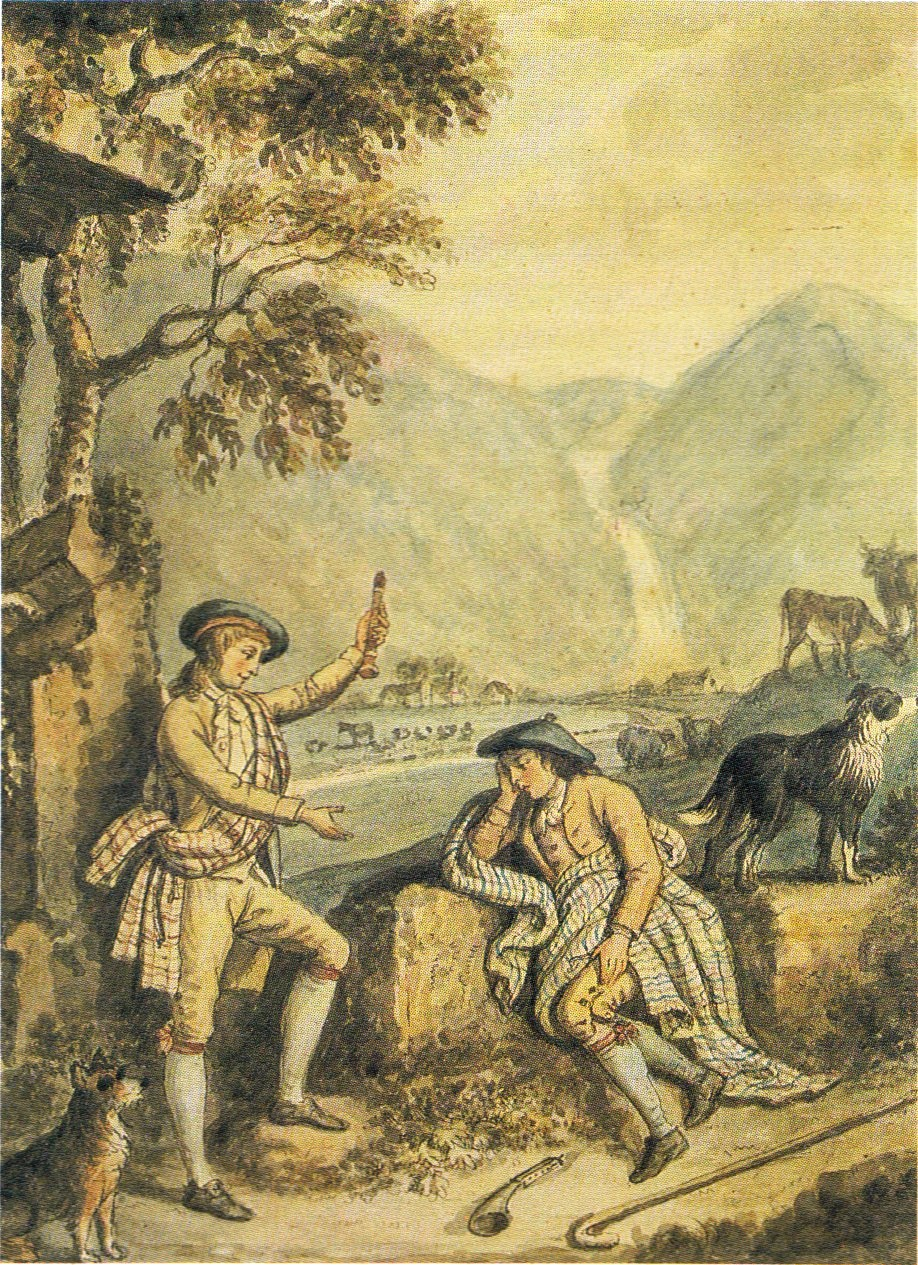
デヴィッド・アラン画『The Craigy Bield』。18世紀のローランド地方の羊飼い2人がブルー・ボネットのような帽子を被っている。

ブルー・ボネット（英: Blue Bonnet）は、数百年前にスコットランドの労働者や農民が作業着の一部として着用していたウール製の柔らかい帽子。幅広で平らな形によりスコットランドのローランド地方に因んで「スコーン・キャップ」とも呼ばれることもあった。イングランド北部でも着用され、ハイランド地方にも広く分布した。
後年、ハイランド・ドレスと結びつき、19世紀、より精巧なバルモラル・ボネット、タモシャンター、軍隊のワイヤーを入れたフェザー・ボネットなどに派生した。

## 構造
厚手のウールで1枚に編まれ、ホソバタイセイで染められ、防水のためにフェルト化される。紐が内側の端に額に沿うように縫い込まれ、広い円になるように引きつつ着用する。ローランド地方の男性の帽子の典型は大きく平たく、前も後ろも覆うように着用し、小さな房や赤い梳毛糸で作ったサクランボで飾ったりしていた。一方ハイランド地方ではより小さく、無地のボネットで、前の部分が尖っていることもある。

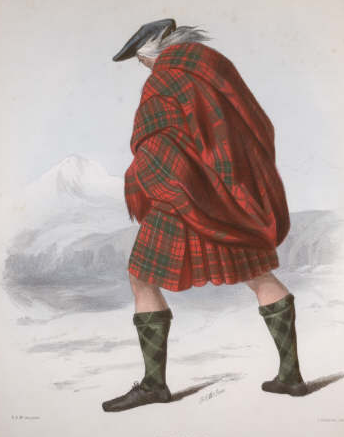
ヴィクトリア朝、ロバート・ロナルド・マキアン画のブルー・ボネットを着用したマコーレー氏族。

スコットランドの湿度が高く気温が低い気候に非常に実用的な構造となっている。平らな形状であることから、つばを様々な方向に引き下げて気候に対応することができ、耳を覆い温めたり、たたんでポケットにしまうこともできる。また帽子としてだけでなくポケットやバッグとして使用することもできる。フェルト化したウールにより雨よけになり、乾きやすい。

## 歴史

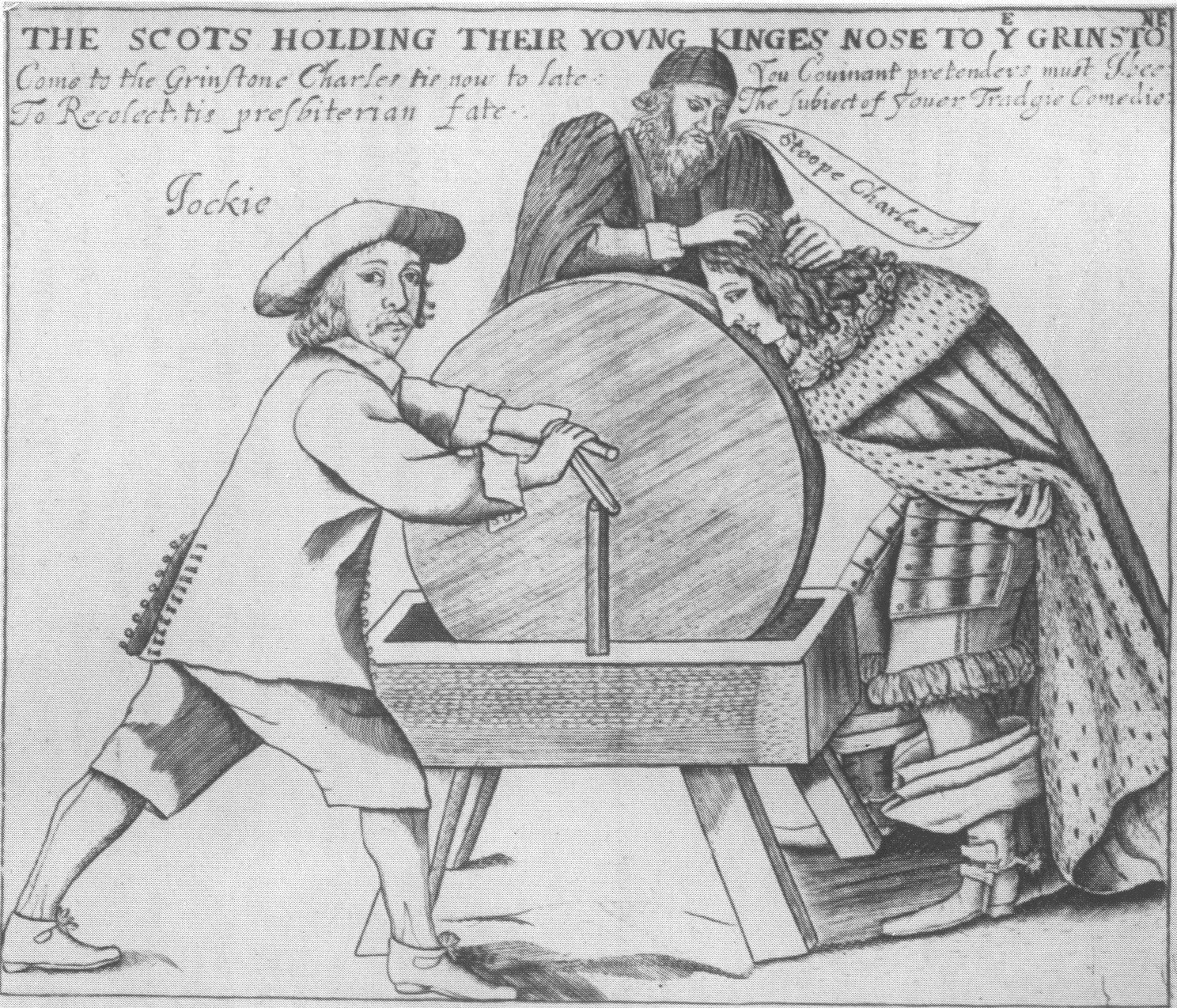
1650年代
カヴェナンターがまだ若いチャールズ2世を操る様子を風刺している。左の「ジョッキー」はローランド地方の長老派教会信者のステレオタイプで幅広のブルー・ボネットを着用している。

15世紀終盤までにスコットランドの確固たる手編み産業が発展していったとされる。ボネット製作者は当時上流階級で人気だったベルベットの帽子に似せた広く平らな帽子を編んだ。自然由来の染料で青やグレーに染め、農民階級で人気となった。旅行作家のファインズ・モリソンによると、16世紀終盤までにこのボネットはローランド地方の男性の間で一般的となったが、ハイランド地方では17世紀になるまで広く着用されるようにはならなかった。作家のマーティン・マーティンによると、1700年までにハイランド地方の男性たちは青やグレーの厚手のウールのボネットを主に着用するようになった。
カヴェナンターは、赤い円形章とリボンを使用する対立する王党派と区別するため、このボネットおよびローランド地方民や農民を想起させる青色をバッジに採用していた。

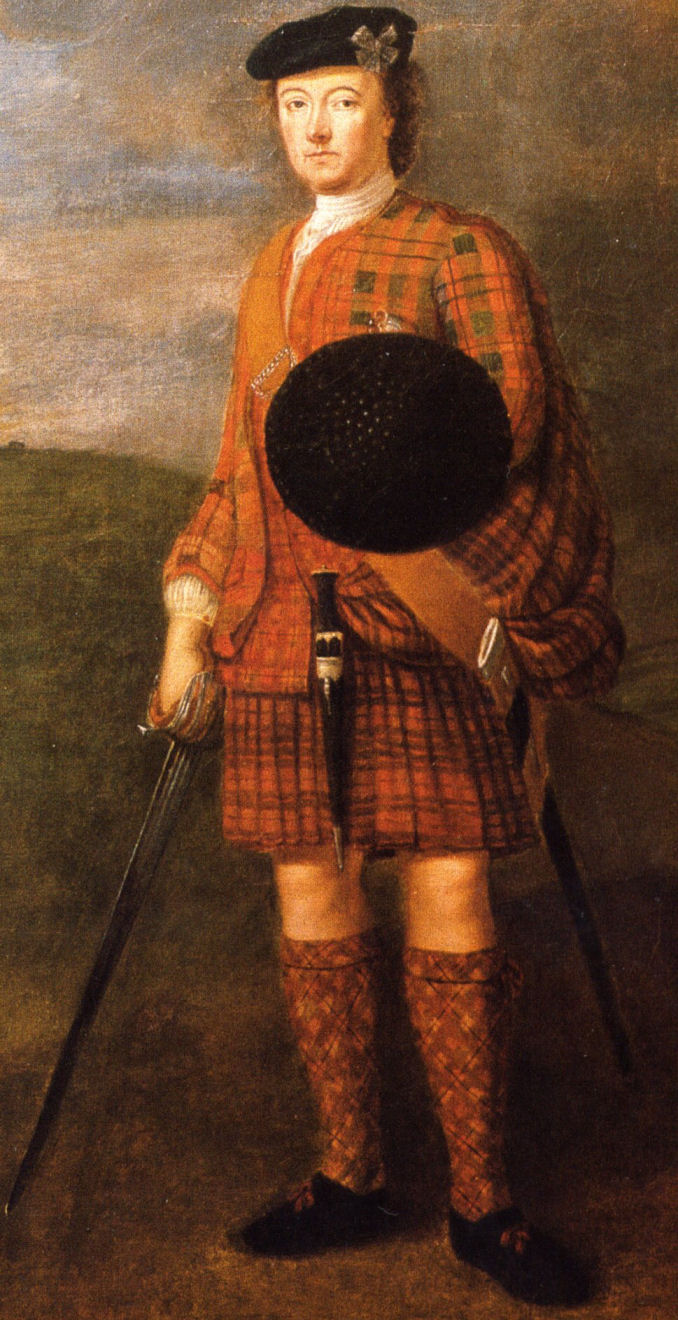
ジョージ・マレーが着用する、ジャコバイトへの忠誠の印としてのブルー・ボネット。ただし色は黒く、のちのバルモラル・ボネットと大差はない。

18世紀の間、このボネットは国外の人々にとって最も簡単にスコットランド人を見分けられる衣類の一部となっていた。以降、タータンがその役割を担っていった。白い円形章で装飾されたブルー・ボネットはカヴェナンターとの関連があったにもかかわらず、ジャコビズムの象徴として採用された。この政治的象徴は公然のものとなった。1745年ジャコバイト蜂起の失敗から2年以上経過した1748年12月のある夜、何者かがエディンバラにある国会議事堂によじ登り、スコットランド王家の紋章のライオンに白いカツラ、ブルー・ボネット、大きな白い円形章を着用させた。ジャコビズムとの関連性はウォルター・スコットが作曲したとされる楽曲「"Blue Bonnets Over the Border"」など、のちのノスタルジックなジャコバイトの曲により確固たるものとなった。作家のジェイムス・ホグによるとスコット自身も後年ボネットを着用するようになり、「スコットランドとイングランドの国境に住む老男爵」のようであったとされる。
18世紀終盤までブルー・ボネットはローランド地方の農民にとって日常的に着用するものであったが、ファッションの移り変わりや服飾産業の工業化により次第に衰退していった。アンガスの低地のある牧師は輸入物の布や衣類の使用が増えているとして「1760年にはこの地域には2種類の帽子しかなく、1790年にはボネットはあまり着用されなくなり、近隣地域のボネット製作販売者はその職を辞めた」と記した。1825年版の辞書にはボネットについて「以前は昔気質の農民により着用されていた」と記されていた。19世紀半ばまでに、通常手織りのホデン・グレイや主に白黒チェックのモウドなどのウール製品とともに着用された、この独特な広く平らなローランド地方のボネットは消滅あるいは農民、御者、下層階級の少年らが小さな丸いキルマーノック・ボネットを着用していたのみとなったとされる。
19世紀、ヴィクトリア朝のハイランド地方の衣類および軍事化を反映し、リボン、格子柄の縁、ポンポンで装飾された、より小さなキルマーノック・ボネットやバルモラル・ボネットがイギリスの軍服に導入された。ロバート・バーンズの詩「タモシャンター」の主人公が上質のブルー・ボネットを着用していたことから名付けられたタモシャンターとして知られるポンポン付きのバルモラル・ボネットが日常に着用されるようになった。ただし、よりモダンなタモシャンターは様々な素材で製作されていたとされる。イギリスのモンマス帽のように、実際に編まれたブルー・ボネットは歴史や軍の再現団体のために少量ではあるが今も生産されている。

## ボネット・レアド
スコットランドの言葉で「ボネット・レアド」は自由保有の土地で農業を営んでいたヨーマンを指していた。地主を意味する「レアド」とスコットランドの農民が着用していたブルー・ボネットを組み合わせた言葉である。ウォルター・スコットはこの言葉の定義を少し変更し、「小領主」またはヤーマンのような服装や習慣を持つ下級貴族を指していた。

## その他の用法

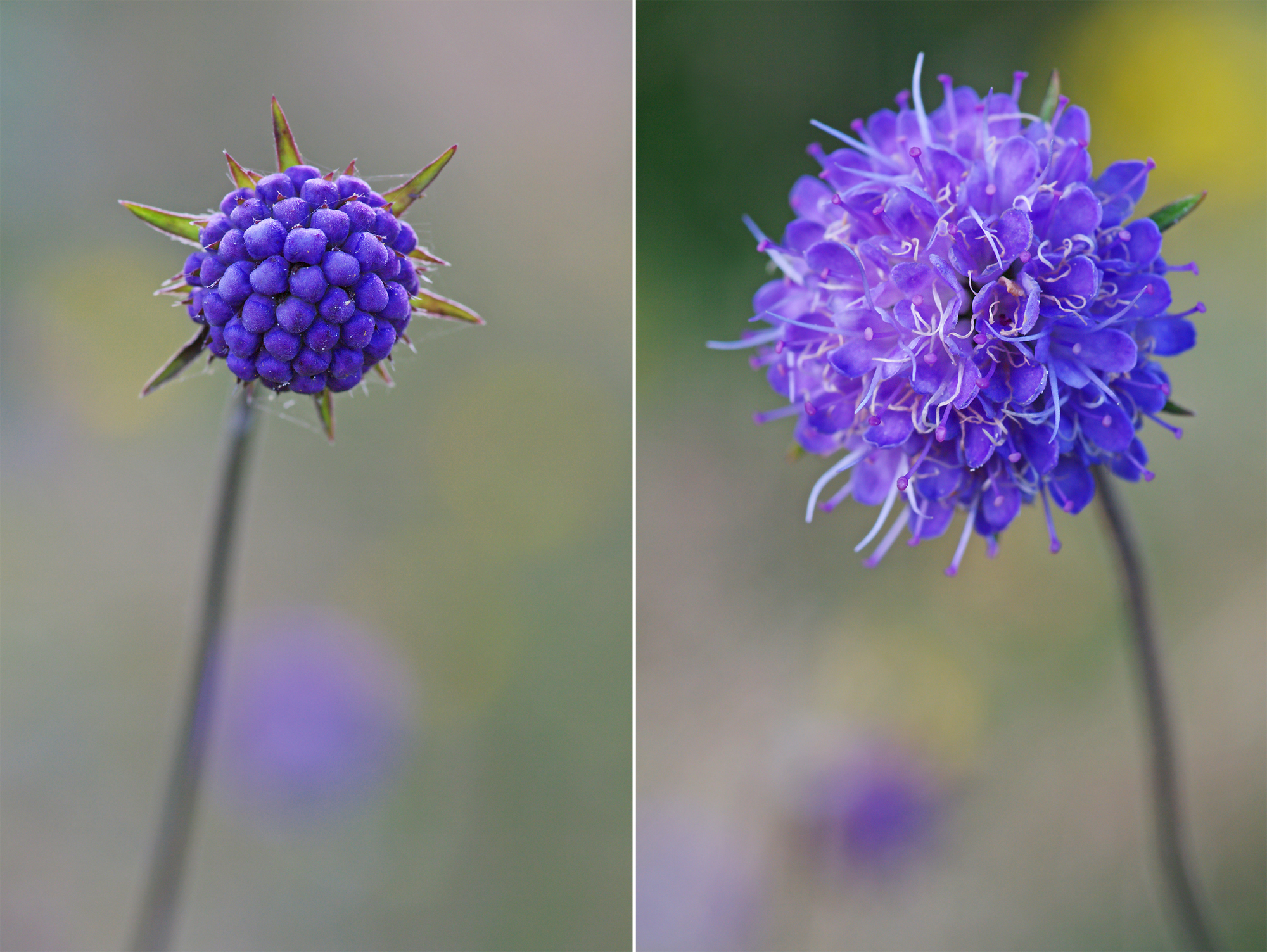
スッキサ・プラテンシスの花はスコットランドで「ブルー・ボネット」と呼ばれる。

野草のスッキサ・プラテンシスは、このボネットの見た目が似ていることからスコットランドではしばしば「ブルー・ボネット」と呼ばれていた。他にもヤマヤグルマギクも「ブルー・ボネット」と呼ばれることもあった。
アオガラもスコットランドの一部で「ブルー・ボネット」または「ブルー・バネット」と呼ばれ、イングランド北部でも「青い帽子」を意味する「ブルー・キャップ」と呼ばれていた。